# Раи (тайфун)
Тайфун Раи (англ. Typhoon Rai), известный на Филиппинах как Тайфун Одетт (англ. Typhoon Odette) — мощный и катастрофический тропический циклон, обрушившимся на Филиппины. Рай стал первым супертайфуном 5 категории, развившимся в декабре месяце после «Нок-тен» в 2016 году, и третьим супертайфуном 5 категории зарегистрированным в Южно-Китайском море, после Памелы в 1954 году и «Раммасуна» в 2014 году.
По данным на 26 декабря 2021 года, жертвами тайфуна Раи стали не менее 410 человек, ещё около 721 человек пострадали.

## Последствия
Многие государственные и частные объекты уже пострадали в результате урагана. Согласно аэрофотоснимкам, «Раи» нанёс серьезный ущерб Сиаргао, Динагатским островам и Маасин в Себу. Дома также были разрушены штормовым нагоном в южном Лейте, и морские аварии стали проблемой по всему Себу. Северная часть Палавана также была опустошена. Инфраструктура в Юго-Западном Кей во Вьетнаме также была разрушена штормовыми ветрами. Сообщалось, что две судовых команды пропали без вести в водах острова Бач Лонг Ву.